# Żelazno (železniční zastávka)
Żelazno je železniční zastávka (někdejší železniční stanice), která leží v km 3,509 tratě Kłodzko Nowe – Stronie Śląskie. Nachází se ve stejnojmenné obci v Dolnoslezském vojvodství ve gmině Kladsko v Polsku.

## Historie
V 70. letech 19. století byla do Kladska přivedena železniční trať z Valbřichu a Vratislavi. Poté se začalo s plánováním nových úseků, které spojují Kladsko s letovisky na jihu regionu, tehdy Kladského hrabství. Tak vznikl i plán výstavby tzv. Železnice údolí Białe Lądecke (název podle řeky Biała Lądecka protínající region).
Železniční stanice v Żelaźnu byla otevřena spolu s celou tratí v roce 1897. Nádražní budova je jednopatrová, dřevěná, postavená v charakteristickém horském stylu.
Stanice byla výchozím bodem pro výlety do nedalekých vápenek a dále na vrchy Krowiarky.
Po skončení druhé světové války byla stanice přejmenována na Jeziersk, posléze roku 1947 na Żelazno.
31. prosinec 1994 měl být posledním dnem provozu místní dráhy. V důsledku protestů místních komunit byla ale rozhodnutí o přerušení osobní dopravy pozastavena. I přesto byla roku 2004 stanice uzavřena a budova zazděna.
Stanice byla změněna na zastávku, v roce 2019 je místo evidováno jen jako zastávka náhradní autobusové dopravy.